# Influencer marketing
Influencerski marketing (također i influence marketing) je vrsta marketinga u kojem se fokus stavlja na ljude koji imaju utjecaja na određenom tržištu, umjesto fokusiranja na ciljno tržište kao cjelinu. On identificira pojedince koji imaju utjecaj na potencijalne kupce, te sve marketinške aktivnosti usmjerava oko tih ljudi koji se popularno nazivaju influencerima.
Industrija influencer marketinga u zadnjih je nekoliko godina doživjela brz rast, a njegova globalna vrijednost u 2017. godini procjenjuje se na 1.07 milijardi američkih dolara.

## Influencer marketing u Hrvatskoj
Prema podacima regionalne platforme za influencer marketing Milenial na ovim prostorima ima najviše influencera dobi između 20 i 30 godina (63%). Između 14 i 20 godina ima 20% njih, između 30 i 40 ima 14% njih, a više od 40 godina ima 3% influencera. Prema spolu hrvatski influenceri dijele se 2:1 u korist žena iako muški influenceri u prosjeku imaju gotovo dvostruko više pratitelja. 
Najpopularnija društvena mreža influencera je Instagram koju koristi čak 83% njih. Slijede Facebook s 27% i YouTube 10%. Najmanje influencera koristi Twitter (5%), LinkedIn (1%) i Pinterest (1%). Najviše pratitelja po profilu ima društvena mreža YouTube (prosječno 32.000). Od kategorija influenceri se najviše prepoznaju u 'Lifestyle', 'Fashion', 'Travel', 'Beauty' i 'Blogging'. Kategorija s najviše pratitelja po influenceru je 'Videogames'. Zanimljivo je da ta kategorija ima najviše pratitelja na YouTubeu, a ne na Instagramu kao sve ostale kategorije.

## Vanjske poveznice
- Milenial: Polugodišnji izvještaj regionalnog influencer marketinga, 17.6.2019.